# Cerca La Source
Cerca La Source (em crioulo, Sèka Lasous), é uma comuna do Haiti, situada no departamento do Centro e no arrondissement de Cerca La Source.
De acordo com o censo de 2003, sua população total é de 40.270 habitantes.